# ブラックペアン1988
『ブラックペアン1988』（ブラックペアン イチキュウハチハチ）は海堂尊の長編小説。『小説現代』（講談社）2007年4月号から同年8月号まで連載され、同年9月21日に単行本が同社より刊行された。2008年山本周五郎賞候補作。
2009年12月15日に加筆修正された文庫本が上下巻に分けて発売され、下巻の巻末には映画版『チーム・バチスタの栄光』で天才外科医・桐生恭一を演じた吉川晃司と著者の対談が収録された。2012年4月13日には、上下巻にした文庫版を1冊にした新装版の文庫本が発売された。
2018年4月期に、TBS系日曜劇場にて『ブラックペアン』のタイトルでテレビドラマ化された。

## 概要
著者の作品群「桜宮サーガ」の登場人物である世良雅志が研修医1年目の1988年の東城大学医学部付属病院を舞台に、世良が2人の医師・高階権太、渡海征司郎との関わりの中で成長していく姿を描いた群像劇。「バブル三部作」の第1作。
高階権太をはじめ『田口・白鳥シリーズ』の主人公である若き日の田口や、脇の登場人物たちらも多く登場している。
連載途中で一時詰まったが、高階のカウンターパートである渡海の登場を思いつき、作品は完成した。
執筆時のBGMは、STRAIGHTENERの「SIX DAY WONDER」。

## あらすじ
医師国家試験受験後、合否判定を待ちつつ東城大学医学部付属病院の研修医となった世良雅志。佐伯清剛教授を頂点とする総合外科学教室（通称・佐伯外科）に入局した世良は、入局から3日目、帝華大学からやってきた新任の講師・高階権太と遭遇する。高階は食道自動吻合器「スナイプAZ1988」を引っ提げ、手術の在り方、若手の育成に一石を投じて波紋を呼び、総合外科学教室の秩序を乱す言動と相まって周囲からの反感を買っていた。また「佐伯外科」には「オペ室の悪魔」と呼ばれる万年ヒラ医局員の渡海征司郎がおり、世良は高階や渡海との関わりの中で医師として成長していく。
世良が入局してから半年後、佐伯が病院長選挙のパフォーマンスのために北海道での学会に出席中、手薄となった病院では渡海と佐伯の過去の因縁が明らかになる事件が起こる。

## 登場人物

### 総合外科学教室
日本を代表する国手、佐伯清剛教授が主宰する教室で論文の数よりも手術の腕前が重視され、かつては東城大学医学部唯一の外科学教室であったが、この3年で脳外科、肺外科、小児外科が分離、独立している。だが、それを促しているのは他ならぬ佐伯教授自身だと噂されている。
世良 雅志
東城大学医学部付属病院総合外科学教室（佐伯外科）に入局した研修医。東城大学医学部のサッカー部に所属し「俊足サイドバック」として名を馳せていた。教授に対しても物怖じしない発言をし周囲をハラハラさせる。
高階 権太
総合外科学教室に赴任した新任講師で世良の指導医を務める。帝華大学で第一外科教室の助手を務め、マサチューセッツ医科大学に2年留学したという経歴を持つ。不敵な言動で周囲の反感を買うことも。食道自動吻合器「スナイプAZ1988」で医療技術の発展のあり方を変えようとする。20年後の東城大学医学部付属病院院長。「権太」という名前にコンプレックスを抱いている。
渡海 征司郎
総合外科学教室の医局員。入局して10年になるが、昇進に関しては自分で断り続けている。カンファレンス等の医局行事に出席することは殆ど無く、軽薄に振る舞っているが手術の腕は高く、外科控え室にいることが多いため「オペ室の悪魔」と称され、総合外科学教室では数少ない食道癌の執刀経験者でもある。だが、その高い技術故に高階や佐伯からは医師ではなく、手術職人であると評されている。佐伯とは過去にある因縁がある。
佐伯 清剛
総合外科学教室教授。専門は腹部外科で日本を代表する国手。技術重視の気風やその威厳を持って「佐伯外科」の頂点に君臨している。手術室には「ブラックペアン」と呼ばれる真っ黒なペアンを通常の手術器具の中に含ませている。東城大学医学部付属病院の次期院長選に立候補する。
垣谷 雄次
総合外科学教室の医師。世良とはサッカー部の同窓で8年先輩の間柄。口が過ぎるところのある世良をたしなめる事もしばしば。20年後の臓器統御外科講師、医局長。『チーム・バチスタ』第一助手。胸部大動脈瘤バイパス手術の専門家。
黒崎 誠一郎
総合外科学教室助教授で医局員の3割を占める心臓血管外科グループのトップ。高階の言動に不快感をあらわす。のちに総合外科学教室から分離し臓器統御外科学教室を立ち上げる。
北島
世良と同期の研修医。同期の中では優秀で、上司の医師からも信頼されている。
渡辺
世良と同期の研修医。九州の薩摩大学（旧帝国大学）から入局した変わり者で疾病患者の担当医になったことで術者になると目されている。
関川
総合外科学教室入局5年目の医師で世良の上司。

### 看護師
物語の舞台である1988年当時、看護師は正式名称ではなかったので、看護婦のまま掲載されている。詳細は日本の看護師#雇用機会均等化を参照。
藤原 真琴
手術室兼ICU看護婦長。高階や渡海の言動や猫田の居眠り癖に気を揉んでいる。高階とは出会って早々に丁々発止なやり取りを行い、裏では高階を「ゴンスケ」と呼んでいる。
猫田 麻里
手術室主任看護婦。昼寝をすることに執着し、いつも昼寝場所を探し回っているため、藤原の心証は良くない。高階の機器出しを担当することもある。
花房 美和
手術室看護婦。手術での機器出しの経験はいまだ浅い。世良とは親密な関係になりつつある。

### 医学生
田口 公平
世良が教育指導することになった医学部2年生で、20年後の世界を描いた『田口・白鳥シリーズ』の主人公。患者の気持ちを尊重しない渡海の告知の仕方には否定的。世良と渡海が関わった手術で血しぶきを浴びて卒倒してから血が苦手となった。
速水 晃一
世良が教育指導することになった医学部2年生で、20年後を描いた作品では「ジェネラル・ルージュ」の異名を持つ救命救急医となる。渡海の考え方には肯定的。医師免許取得後、総合外科学教室で研修医となる。
島津 吾郎
世良が教育指導することになった医学部2年生で、20年後の東城大学医学部付属病院放射線科助教授。

## 主な用語
スナイプAZ1988
高階が持参した食道自動吻合器で、歪んだライフルのような見た目をしている。元々は直腸癌の超低位前方切除術用に開発されたもので、それを高階が食道切除用に改良した。この道具を用いた手術ではリーク（縫合不全）・ゼロに抑えられるという実績があるが、佐伯はオモチャとよんでいる。なお、「スナイプAZ1988」は作中の造語で道具自体は正式な手術道具である。
ブラックペアン
佐伯が手術で用意する真っ黒なペアン（鉗子の一種）。ある出来事によって特注されるようになり、このペアンには佐伯自身の覚悟が秘められている。ペアンはカーボンで出来ている。

## 書籍情報
- ハードカバー：2007年9月21日発売[1]、講談社、ISBN 978-4-06-214254-0
- 文庫版（上）：2009年12月15日発売[2]、講談社文庫、ISBN 978-4-06-276525-1
- 文庫版（下）：2009年12月15日発売[3]、講談社文庫、ISBN 978-4-06-276526-8
- 文庫新装版：2012年4月13日発売[4]、講談社文庫、ISBN 978-4-06-277242-6

## テレビドラマ
『ブラックペアン』のタイトルで2018年4月22日から6月24日までTBS系「日曜劇場」枠でテレビドラマ化された。主演は二宮和也。